# Ламейере, Шарль де Лапорт
Шарль де Лапорт (фр. Charles de La Porte; ноябрь 1602, Париж — 8 февраля 1664, там же), герцог де Ламейере — французский военачальник, маршал Франции.

## Биография
Сын Шарля де Лапорта, сеньора де Ла-Люнардьер и Ла-Мейере, и Клод де Шампле.
Сеньор де Партене, Сен-Мексан, Сийе-ле-Гийом, Секондиньи, и прочее.
Патентом от 20 сентября 1627 набрал полк своего имени, с которым участвовал в осаде Ла-Рошели, штурме Сузского перевала (6.03.1629) и бою на Кариньянском мосту (6.08.1630).
2 марта 1632 получил генеральное наместничество в Бретани и графстве Нантском. Также был назначен наследником своего двоюродного брата кардинала Ришельё в должности губернатора Нанта.
28 марта 1633 назначен исполнять обязанности великого магистра артиллерии в отсутствие маркиза де Рони. Рыцарь орденов короля (14.05.1633).
Участвовал в осаде Ла-Мота в Лотарингии, блокированного 2 марта и взятого 28 июля 1634. Получил должность великого магистра артиллерии (21.09.1634), вакантную после смерти маркиза де Рони и отставки маршала Сюлли.
Лагерный маршал (17.04.1635). Кампмейстер кавалерийского полка (16.05.1635). Действуя в составе войск маршалов Брезе и Шатийона, уничтожил Орсимон в Люксембурге и рекогносцировал силы принца Томаса, которого французы разбили у Авена 20 мая.
Форсировав 10 июня Тильмон, войска овладели Дистом и Арсхотом, после чего соединились с частями принца Оранского. 30-го был осажден Лувен, но из-за недостатка провизии осада была снята 4 июля. Патентом от 8 июля Ламейере набрал полк венгерской кавалерии.
Генерал-лейтенант армий короля (8.05.1636), назначен в Бургундскую армию принца Конде, без особого успеха действовавшую во Франш-Конте. 30 июля полк Ламейере, как и другие, был свернут до отдельной роты. 20 сентября был назначен в Нормандскую армию герцога де Лонгвиля, которую привел на соединение с войсками кардинала Лавалета и Бернхарда Саксен-Веймарского.
Генерал-лейтенант в Пикардийской армии кардинала Лавалета (15.06.1637). Взял Бушен, после чего присоединился к основным силам для осады Ландреси, взятого 26 июля. Мобёж сдался 5 августа, Ла-Капель 21 сентября. По окончании кампании распустил венгерский полк.
Патентом от 24 января 1638 развернул свою роту в кавалерийский полк.
Командующий армией Артуа (18.03.1639). Собрав войска в Лиллере, 19 мая обложил Эден. Был встречен мушкетным залпом при рекогносцировании крепости, сдавшейся 30 июня. Людовик XIII хотел войти туда через брешь и там же произвел Ламейере в маршалы Франции. «Я делаю вас маршалом Франции, вот ваш жезл. Услуги, вами оказанные, обязывают меня к этому; вы продолжите хорошо мне служить». Ламейере ответил, что не достоин такой чести. «Оставьте церемонии, — произнес король, — у меня никогда не было маршала с таким прекрасным сердцем». Ламейере принес присягу 6 июля в Абвиле.
Выступив на Сент-Омер, разбил у Сен-Никола части маркиза Фуэнтеса, не успевшие переправиться через Аа. На дамбе между Эром и Сен-Венаном разбил шесть сотен кроатов и взял в плен их полковника. Усилил гарнизон Като-Камбрези, которому угрожали испанцы.
Командующий Шампанской армией (18.04.1640), в начале мая обложил Шарлемон, но продолжительные дожди заставили снять осаду. Открытие шлюзов затопило местность и Ламейере отказался от осады Мариенбурга, присоединившись к маршалам Шону и Шатийону для осады Арраса.
Выйдя из лагеря 19 июля с отрядом из 2500 всадников для эскортирования конвоя, шедшего из Перонны, маршал наткнулся на части графа де Бюкуа, который также сопровождал конвой к кардиналу-инфанту. Французы атаковали, испанцы в течение полутора часов отразили четыре атаки, но поле боя осталось за маршалом. Воспользовавшись тем, что 1 августа Ламейере и Шон увели из лагеря шесть тыс. человек для эскортирования крупного конвоя, осажденные на следующий день произвели вылазку и атаковали линии Шатийона. Маршалы вернулись к Аррасу в конце боя и заставили отступить противника, потерявшего четыре тысячи человек. Аррас капитулировал 8 августа.
Командующий армии Пикардии и Фландрии (18.04.1641), 17 мая обложил Эр, сдавшийся 26 июля. Ла-Басе сопротивлялся несколько дней, Бапом сдался Ламейере и Брезе 18 сентября.
24 января 1642 назначен вместе с маршалом Шомбергом командовать Руссильонской армией, формально возглавленной королем. 10 апреля взял Коллиур. Губернатор Перпиньяна капитулировал 29 августа, город был занят 9 сентября. Сальс открыл ворота 29-го.
Командующий в Бургундии (28.04.1643).
В Пикардийской армии Месье (22.04.1644). После 48 дней осады и четырех штурмов 28 июля был взят Гравелин.
Командовал сухопутной армией, объединенной с морской армией маршала дю Плесси, и всеми силами в его отсутствие (18.08.1646). Взял Пьомбино (8.10) и Порто-Лонгоне (29.10) в Области Президий, одну из сильнейших испанских крепостей на Средиземном море, затруднив сообщение Испании с итальянскими государствами.
Отказался в пользу сына от должности великого магистра артиллерии (16.04.1648), был сюринтендантом финансов (9.07.1648—1649) и стал наследником должности великого магистра артиллерии (21.04.1649).
Командующий армии Пуату, Сентонжа и Лимузена (8.04.1650). Осадил мятежный Бордо, которым овладел после упорных боев.
Приказом, данным 5 марта 1652 в Сомюре, назначен командующим в Анжу. В июне передал свой кавалерийский полк сыну, а пехотный полк распустил после кампании 1656 года.
В декабре 1663 Людовик XIV возвел маркизат Ла-Мейере в ранг герцогства-пэрии.
Умер в следующем году в Парижском арсенале. Останки были помещены в церкви иезуитов на улице Сент-Антуан, затем перевезены в Партене, где погребены в коллегиальной церкви, а сердце в аббатстве Шель.
По словам Жана-Батиста де Курселя, маршал Ламейере имел репутацию одного из лучших высших офицеров своего времени и специалиста в осаде крепостей. Он быстро и уверенно переходил от замысла к исполнению и умел поддерживать суровую дисциплину в войсках, что в его время еще не было нормой, и своей стремительной карьерой был обязан своим способностям в той же мере, как и протекции Ришельё.

## Семья
1-я жена (контракт 16.02.1630): Мари Рюзе д'Эфья (ок. 1612—22.04.1633), дочь Антуана Коэфье де Рюзе, маркиза д'Эфья, маршала Франции, и Мари де Фурси, сестра маркиза де Сен-Мара
Сын:
- Арман-Шарль (1632—9.11.1713), герцог де Ретелуа-Мазарен, де Ламейере и де Майен. Жена (1661): Гортензия Манчини (1646—1699), дочь римского дворянина Лоренцо Манчини и Джеронимы Мазарини

2-я жена (20.05.1637): Мари де Коссе (ок. 1621—14.05.1710), дочь Франсуа де Коссе, герцога де Бриссака, и Гийонны де Рюэллан
Бастард от Катрин де Флёри
- Шарль, бастард де Ламейере, сеньор де Монгоге, легитимирован в июне 1653

## В литературе
Является одним из второстепенных персонажей романа Александра Дюма-отца «Двадцать лет спустя» (1845).